# Monte Gordo
Monte Gordo es una freguesia portuguesa del concelho de Villarreal de San Antonio, en el distrito de Faro. Tiene 4,12 km² de área y 3.308 habitantes (2011). Densidad: 802,9 hab/km². Fue elevada a la categoría de vila el 12 de junio de 2001.
Apenas a 3 km de Villarreal de San Antonio, este antiguo pueblo de pescadores, situado entre un vasto pinar y el mar fue pionero en la explotación turística del Algarve, con la construcción de uno de los primeros hoteles de la región en los años sesenta.
Monte Gordo ofrece, además de una magnífica playa, otras actividades de ocio, como el Casino, y un gran número de bares y de restaurantes donde se puede apreciar la gastronomía del Algarve, rica en pescado y mariscos.
Es de destacar la procesión de Nuestra Señora de los Dolores (Nossa Senhora das Dores, en portugués) el segundo domingo del mes de septiembre, acompañada por barcos de pescadores meticulosamente adornados, a lo largo de toda la bahía.

## Patrimonio arquitectónico
Iglesia de Nuestra Señora de los Dolores (Igreja de Nossa Senhora das Dores, en portugués), templo antiquísimo, posiblemente tan antiguo como la población de Monte Gordo. Tiene bajo sí vestigios de otra iglesia que las arenas enterraron.

## Patrimonio natural
Praia de Monte Gordo (Playa de Monte Gordo).
Viveiro Florestal (Vivero Forestal)

## Otros lugares de interés
Casino de Monte Gordo
Avenida Infante D. Henrique, una amplia avenida cerrada al tráfico, lo que permite tranquilos paseos frente al mar.

Barrio de Pescadores 37º10’38.7222’’N 7º27’15.8268’’W.
- Datos: Q663644
- Multimedia: Monte Gordo / Q663644